# Polaris World
Polaris World fue una compañía con sede social en la pedanía de Balsicas, en Torre-Pacheco, Región de Murcia (España), dedicada al sector inmobiliario. Surgió en 2001, fundada por Pedro García Meroño, presidente, y por Facundo Armero, consejero delegado. El grupo está compuesto por diversas sociedades, y se dedica fundamentalmente a la comercialización de resorts de golf en la Región de Murcia.

## Datos
- En 2004 superaba ya los 600 millones de euros de facturación.
- En 2005 la empresa contaba con unos 1000 trabajadores en plantilla.
- En enero de 2006 disponía de 35 millones de metros cuadrados de suelo en Murcia.
- Cuenta con una red de oficinas de venta en 10 países, contando las ocho oficinas que tiene en España.
- Si finalmente se hubiesen llevado a cabo todos sus proyectos, habría llegado a tener 14 565 empleos directos.
- En enero de 2017 multitud de empresas del grupo POLARIS WORLD se declaran en concurso de acreedores, aprobándose la liquidación de algunas de ellas en febrero de 2019.

## Obra social
Ha tenido una intensa labor de patrocinio deportivo, patrocinando a diversos equipos de la Región de Murcia:  
- Federación de Golf
- Federación de Vela
- Expedición Polaris al Ártico con fines científicos y divulgativos
- Fundación Polaris World, de baloncesto en silla de ruedas.

También ha creado una fundación, la Fundación Polaris, para proyectos de desarrollo en el Tercer Mundo, la Fundación Polaris World, que desarrolla diversos proyectos en África. Fue fundada en 2004, y ha recibido 300 mil euros para proyectos de desarrollo en 2004 y 2005.[cita requerida]
Constituida como una organización sin ánimo de lucro, que tiene como objetivo la financiación, promoción y desarrollo de programas dirigidos a mejorar las condiciones de vida de los pueblos más desfavorecidos, la Fundación Polaris World ha centrado todo su esfuerzo en el continente africano porque es donde se encuentran la mayoría de países pobres del mundo. La Fundación lleva a cabo su objetivo de cooperación y ayuda al desarrollo a través de un triple compromiso con: el agua, la formación y la sanidad. Desde estas tres áreas, la Fundación colabora con otras organizaciones para favorecer el desarrollo de los pueblos africanos más necesitados. 
En sus tres primeros años de vida, la Fundación ha puesto en marcha 50 proyectos en 17 países del África Subsahariana relacionados con la construcción de infraestructuras escolares y centros sanitarios, la formación profesional y de acceso al agua, tanto para consumo humano como para explotaciones agrícolas. 
Además, Polaris World ha colaborado con entidades sociales, centros de acogida y organizaciones no lucrativas de la Región de Murcia, como Jesús Abandonado y Cáritas.

## Polémica
Polaris World ha sido objeto de intensas polémicas en los últimos años. Se le ha acusado de llevar a cabo un modelo de negocio no sostenible basado en el turismo residencial. Especialmente, la importancia de los campos de golf en sus urbanizaciones ha sido criticada por la falta de agua en la Región de Murcia.
En febrero de 2006, fue rechazado un proyecto de Polaris World para construir 12 000 viviendas en la localidad murciana de Alhama de Murcia, tras el cambio de voto de una concejal del Partido Popular. Este hecho generó una fuerte polémica en la Región de Murcia, entre los partidarios de los distintos modelos de desarrollo turístico.
Esto ha generado distintas corrientes de opinión. La plataforma Murcia No Se Vende realizó una serie de movilizaciones en contra de Polaris World y otras empresas que siguen su modelo turístico. Por otra parte, los empleados de la firma se concentraron a las puertas del Ayuntamiento de Alhama para apoyar la aprobación del proyecto y se manifestaron poco después por las calles de Murcia reclamando su derecho a trabajar.

Finalmente, en los últimos días de julio de 2006, el Pleno del Ayuntamiento de Alhama de Murcia dio aprobación a una primera fase del proyecto con el apoyo de los concejales del Partido Popular y del Partido Socialista Obrero Español.
En marzo de 2008 fue detenido el alcalde de Torre Pacheco, acusado de un delito urbanístico. En el mismo sumario, en calidad de imputados, José Luis Hernández de Arce, presidente del grupo empresarial Polaris World, y Juan Marcos Fernández Ferrugia, que fue director financiero del citado grupo.
El caso Torre-Pacheco, que se investigaba junto al del municipio de Fuente Álamo, un municipio bastante rico en jardines, comenzó a raíz de una denuncia de la Fiscalía del Tribunal Superior de Justicia de Murcia, y las primeras declaraciones, de una quincena de imputados, entre técnicos y ediles de ambos ayuntamientos, ante la juez Moreno, titular del juzgado número 4 de San Javier.
En 2012, la juez Moreno ordenó sobreseer las actuaciones contra todos los directivos y empleados de confianza del grupo Polaris World, al constatar que la investigación no había permitido encontrar datos de su posible participación en delito alguno.
En 2017 el juzgado de lo Mercantil número 2 de Murcia declaró en concurso de acreedores voluntario a 11 empresas del grupo Polaris World.